# Hauptwerke der byzantinischen Buchmalerei
Hauptwerke der byzantinischen Buchmalerei sind diejenigen illuminierten Manuskripte, die in byzantinischer Zeit entstanden und in der kunstgeschichtlichen Literatur als Werke von besonderem künstlerischem Rang herausgestellt werden (siehe besonders die in der Literaturliste angegebenen Gesamtübersichten). Die byzantinische Buchmalerei entwickelte sich aus der spätantiken Buchmalerei und setzte diese im oströmischen Reich unmittelbar fort. Üblicherweise wird die Epoche Justinians I. (527–565) als Beginn und erster Höhepunkt der byzantinischen Kunst betrachtet, da nun Konstantinopel das bestimmende Sammelbecken für alle künstlerischen Kräfte des gesamten Reiches wurde, die in dem Kaiser ihren bedeutendsten Auftraggeber hatten. Eine klare stilistische Trennung von den Hauptwerken der spätantiken Buchmalerei ist wegen der Stilkontinuität nicht möglich. Mit dem Fall Konstantinopels 1453 ging das Byzantinische Reich und mit ihm seine Kunst unter.

## Liste der Handschriften
| Abbildung | Gebräuchlicher Name                      | Datierung                     | Lokalisierung, Malschule | Inhalt; Besonderheiten                                                                                     | Signatur                                                          |
| --------- | ---------------------------------------- | ----------------------------- | ------------------------ | --- | ----------------------------------------------------------------- |
|           | Cotton-Genesis                           | 5. Jahrhundert                | Alexandria               | Genesis | London, British Library, Ms. Cotton Otho B VI                     |
|           | Wiener Genesis                           | Anfang des 6. Jahrhunderts    | Konstantinopel           | Genesis | Wien, Österreichische Nationalbibliothek, Cod. theol. gr. 31      |
|           | Wiener Dioskurides                       | Anfang des 6. Jahrhunderts    | Konstantinopel           | Kräuterbuch                                                                                                | Wien, Österreichische Nationalbibliothek, Cod. med. gr. 1         |
|           | Codex purpureus Rossanensis              | Anfang des 6. Jahrhunderts    | Syrien                   | Evangeliar                                                                                                 | Rossano, Diözesanmuseum                                           |
|           | Codex Sinopensis                         | Anfang des 6. Jahrhunderts    | Konstantinopel           | Evangeliar                                                                                                 | Paris, Bibliothèque nationale, Suppl. gr. 1286                    |
|           | Rabbula-Evangeliar                       | 6. Jahrhundert                | Syrien                   | Evangeliar                                                                                                 | Florenz, Biblioteca Medicea Laurenziana, cod. Plut. I, 56         |
|           | Chludow-Psalter                          | zwischen 780 und 815          | Konstantinopel           | Psalter | Moskau, Historisches Museum, MS. gr. 129d                         |
|           | Homilien des Gregor von Nazianz          | 879 bis 882                   | Konstantinopel           | Homilien                                                                                                   | Paris, Bibliothèque Nationale, MS. gr. 510                        |
|           | Pariser Psalter                          | um 975                        | Konstantinopel           | Psalter | Paris, Bibliothèque Nationale, MS gr. 139                         |
|           | Menologion Basileios’ II.                | vor 1000                      | Konstantinopel           | Menologion                                                                                                 | Città del Vaticano, Biblioteca Apostolica Vaticana, Vat. gr. 1613 |
|           | Madrider Bilderhandschrift des Skylitzes | zwischen 1070 und 1080        | Konstantinopel           | Synopsis Historion; 574 Miniaturen                                                                         | Madrid, Spanische Nationalbibliothek, Codex Vitr. 26-2            |
|           | Griechisch-lateinisches Evangeliar       | zweite Hälfte 13. Jahrhundert | Konstantinopel           | Evangeliar, mit paralleler lateinischer Übertragung, während der lateinischen Herrschaft in Konstantinopel | Paris, Bibliothèque nationale, Gr. 54                             |